# Mattie Parker
Mattie Parker   (Hico, 1983) és una advocada, empresària i política estatunidenca que exerceix com a 45a alcaldessa de Fort Worth. Va ser escollida el 2021 després de servir com a cap de gabinet de l'alcalde i de l'Ajuntament de Fort Worth durant cinc anys.
Després d'haver ocupat el segon lloc a la primera volta de les votacions al maig, Parker es va enfrontar a Deborah Peoples, presidenta del Partit Demòcrata del comtat de Tarrant, a la segona volta de les eleccions del 5 de juny de 2021. Parker va rebre el 53,5% dels vots a les eleccions nominalment no partidistes.
A Fort Worth, els alcaldes són elegits per a mandats de dos anys. Parker va succeir Betsy Price, que va ser escollida per cinc mandats consecutius com a alcaldessa, incloses les eleccions de 2019, en què Price també va derrotar Peoples. Price va optar per no presentar-se a un sisè mandat el 2021 i va donar suport a Parker, la seva antiga cap de gabinet. Abans de servir com a cap de personal de la seva predecessora Betsy Price, Parker havia treballat a l'Ajuntament de Fort Worth des del 2015 fins al 2020. A causa de les eleccions a l'alcaldia no partidista de Fort Worth, Mattie Parker no és membre de cap partit polític, tot i que és afiliada republicana.